# Puerto Suárez
Puerto Suárez är en hamnstad och kommun vid sjön Laguna Cáceres i Bolivia, nära gränsen mot Brasilien. Den är huvudstad i provinsen Germán Busch i departementet Santa Cruz. Staden har en beräknad folkmängd av 12 282 invånare (2008). Puerto Suárez är med sitt läge vid Laguna Cáceres sammanbunden med Paraguayfloden via Tamengokanalen.
Puerto Suárez grundades 10 november 1875 av Miguel Suarez Arana och var historiskt ett handelsscenter för bland annat gummi- och kaffeprodukter. Inom kommunen finns stora vägar och järnvägsförbindelser till resten av Bolivia samt Brasilien. Där finns även en flygplats. Puerto Suárez är skattefritt handelsområde.